# Discografia di Meek Mill
La discografia di Meek Mill, rapper statunitense, è composta da cinque album in studio solisti più altri 3 in collaborazione, 11 mixtape, sei extended play, una compilation e 54 singoli, di cui 25 in collaborazione con altri artisti e 13 singoli promozionali.

## Album

### Album in studio
| Anno                                                                                          | Titolo | Posizione massima | Posizione massima | Posizione massima | Posizione massima | Posizione massima | Posizione massima | Certificazioni               |
| Anno                                                                                          | Titolo | USA               | AUS               | CAN               | FRA               | NDL               | UK                | Certificazioni               |
| --------------------------------------------------------------------------------------------- | --- | ----------------- | ----------------- | ----------------- | ----------------- | ----------------- | ----------------- | ---------------------------- |
| 2012                                                                                          | Dreams and Nightmares - Pubblicato: 30 ottobre 2012 - Etichetta: Maybach, Warner Bros. - Formati: CD, download digitale   | 2                 | —                 | 6                 | 199               | 87                | 67                | - US: Platino                |
| 2015                                                                                          | Dreams Worth More Than Money - Pubblicato: 29 giugno 2015 - Etichetta: Maybach, Atlantic - Formati: CD, download digitale | 1                 | 26                | 1                 | 161               | 42                | 13                | - US: Platino                |
| 2017                                                                                          | Wins & Losses - Pubblicato: 21 luglio 2017 - Etichetta: Maybach, Atlantic - Formati: CD, download digitale                | 3                 | 91                | 17                | 121               | 13                | 21                | - US: Platino                |
| 2018                                                                                          | Championships - Pubblicato: 30 novembre 2018 - Etichetta: Maybach, Atlantic - Formati: CD, download digitale              | 1                 | 30                | 1                 | 83                | 5                 | 33                | - US: Platino - CAN: Platino |
| 2021                                                                                          | Expensive Pain - Pubblicato: 1 ottobre 2021 - Etichetta: Maybach, Atlantic - Formati: streaming, download digitale        | 3                 | 51                | 5                 | 111               | 16                | 23                |                              |
| "—" indica che l'opera non si è classificata o che non è stata pubblicata in quel territorio. | |                   |                   |                   |                   |                   |                   |                              |

### Album in collaborazione
| Anno                                                                                          | Titolo | Posizione massima | Posizione massima | Posizione massima | Vendite       |
| Anno                                                                                          | Titolo | USA               | CAN               | FRA               | Vendite       |
| --------------------------------------------------------------------------------------------- | --- | ----------------- | ----------------- | ----------------- | ------------- |
| 2011                                                                                          | Self Made Vol. 1 (con Maybach Music Group) - Pubblicato: 23 maggio 2011 - Etichetta: Maybach, Warner Bros. - Formati: CD, download digitale    | 5                 | —                 | —                 | - US: 183 000 |
| 2012                                                                                          | Self Made Vol. 2 (con Maybach Music Group) - Pubblicato: 26 giugno 2012 - Etichetta: Maybach, Warner Bros. - Formati: CD, download digitale    | 4                 | 37                | —                 |               |
| 2013                                                                                          | Self Made Vol. 3 (con Maybach Music Group) - Pubblicato: 17 settembre 2013 - Etichetta: Maybach, Warner Bros. - Formati: CD, download digitale | 4                 | —                 | 182               | - US: 66 000  |
| "—" indica che l'opera non si è classificata o che non è stata pubblicata in quel territorio. | |                   |                   |                   |               |

### Compilation
| Anno | Titolo e dettagli                                                                                                 |
| ---- | --- |
| 2015 | Nothing But Flamerz - Pubblicato: 17 marzo 2010 - Etichetta: 215 Aphillyated Records - Formato: Download digitale |

### Mixtape
| Anno | Titolo e dettagli |
| ---- | --- |
| 2006 | The Real Me - Pubblicato: 1 settembre 2006 - Formato: Download digitale                                                               |
| 2006 | The Real Me 2 - Pubblicato: 1 dicembre 2015 - Formato: Download digitale                                                              |
| 2008 | Flamers - Pubblicato: 24 agosto 2008 - Formato: Download digitale                                                                     |
| 2009 | Flamers 2: Hottest In Tha City - Pubblicato: 24 febbraio 2009 - Etichetta: Grand Hustle, 215 Aphillyated - Formato: Download digitale |
| 2009 | Flamers 2.5: The Preview - Pubblicato: 13 ottobre 2009 - Etichetta: Grand Hustle, 215 Aphillyated - Formato: Download digitale,       |
| 2010 | Flamers 3: The Wait Is Over - Pubblicato: 12 marzo 2010 - Etichetta: Grand Hustle, 215 Aphillyated - Formato: Download digitale       |
| 2010 | Mr. Philadelphia - Pubblicato: 25 agosto 2010 - Etichetta: Grand Hustle - Formato: Download digitale                                  |
| 2011 | Dreamchasers - Pubblicato: 11 agosto 2011 - Etichetta: Maybach - Formato: Download digitale                                           |
| 2012 | Dreamchasers 2 - Pubblicato: 7 maggio 2012 - Etichetta: Maybach, Warner Bros. - Formato: Download digitale                            |
| 2013 | Dreamchasers 3 - Etichetta: Maybach, Dream Chasers - Formato: Download digitale                                                       |
| 2022 | Flamers 5 - Etichetta: Maybach, Dream Chasers - Formato: Download digitale                                                            |

### Mixtape commerciali
| Anno | Titolo | Posizione massima | Posizione massima | Posizione massima | Posizione massima | Posizione massima |
| Anno | Titolo | USA               | AUS               | CAN               | NDL               | UK                |
| ---- | --- | ----------------- | ----------------- | ----------------- | ----------------- | ----------------- |
| 2016 | DC4 (o Dreamchasers 4) - Pubblicato: 28 ottobre 2016 - Etichetta: Maybach, Dream Chasers, Atlantic - Formato: CD, download digitale | 3                 | 58                | 10                | 32                | 48                |

## Extended play
| Anno                                                                                          | Titolo | Posizione massima | Posizione massima |
| Anno                                                                                          | Titolo | USA               | CAN               |
| --------------------------------------------------------------------------------------------- | --- | ----------------- | ----------------- |
| 2016                                                                                          | 4/4 - Pubblicato: 16 gennaio 2016 - Etichetta: Maybach, Dream Chasers - Formati: Download digitale                     | —                 | —                 |
| 2016                                                                                          | 4/4 Part 2 - Pubblicato: 30 gennaio 2016 - Etichetta: Maybach, Dream Chasers - Formati: Download digitale              | —                 | —                 |
| 2017                                                                                          | Meekend Music - Pubblicato: 6 maggio 2017 - Etichetta: Maybach, Dream Chasers, Atlantic - Formati: Download digitale   | —                 | —                 |
| 2017                                                                                          | Meekend Music 2 - Pubblicato: 4 luglio 2017 - Etichetta: Maybach, Dream Chasers, Atlantic - Formati: Download digitale | —                 | —                 |
| 2018                                                                                          | Legends of the Summer - Pubblicato: 6 luglio 2018 - Etichetta: Maybach, Atlantic - Formati: Download digitale          | 9                 | 37                |
| 2020                                                                                          | Quarantine Pack - Pubblicato: 20 novembre 2020 - Etichetta: Maybach, Atlantic - Formati: Download digitale, streaming  | 44                | —                 |
| "—" indica che l'opera non si è classificata o che non è stata pubblicata in quel territorio. | |                   |                   |

## Singoli

### Come artista principale
| Anno                                                                                          | Titolo                                                | Classifiche | Classifiche | Classifiche | Classifiche | Classifiche | Certificazioni                                                      | Album                                 |
| Anno                                                                                          | Titolo                                                | USA         | AUS         | CAN         | FRA         | UK          | Certificazioni                                                      | Album                                 |
| --------------------------------------------------------------------------------------------- | ----------------------------------------------------- | ----------- | ----------- | ----------- | ----------- | ----------- | ------------------------------------------------------------------- | ------------------------------------- |
| 2011                                                                                          | Tupac Back (feat. Rick Ross)                          | —           | —           | —           | —           | —           |                                                                     | Self Made Vol. 1                      |
| 2011                                                                                          | Ima Boss (feat. Rick Ross)                            | 51          | —           | —           | —           | —           | - US: Platino                                                       | Self Made Vol. 1                      |
| 2011                                                                                          | House Party (feat. Young Chris)                       | —           | —           | —           | —           | —           | - US: Oro                                                           | Dreamchasers                          |
| 2012                                                                                          | Amen (feat. Drake)                                    | 57          | —           | —           | —           | —           | - US: Oro                                                           | Dreams and Nightmares                 |
| 2012                                                                                          | Burn (feat. Big Sean)                                 | 101         | —           | —           | —           | —           | - US: Oro                                                           | Dreams and Nightmares                 |
| 2012                                                                                          | Young & Gettin' It (feat. Kirko Bangz)                | 86          | —           | —           | —           | —           | - US: Oro                                                           | Dreams and Nightmares                 |
| 2013                                                                                          | Believe It (feat. Rick Ross)                          | 122         | —           | —           | —           | —           |                                                                     | Dreams and Nightmares                 |
| 2013                                                                                          | Levels                                                | 115         | —           | —           | —           | —           | - US: Oro                                                           | Self Made Vol. 3                      |
| 2014                                                                                          | I Don't Know (feat. Paloma Ford)                      | 116         | —           | —           | —           | —           |                                                                     | /                                     |
| 2014                                                                                          | FYM (feat. Boosie Badazz)                             | 119         | —           | —           | —           | —           |                                                                     | /                                     |
| 2015                                                                                          | B Boy (feat. ASAP Ferg e Big Sean)                    | 107         | —           | —           | —           | —           |                                                                     | /                                     |
| 2015                                                                                          | Check                                                 | 90          | —           | —           | —           | —           | - US: Oro                                                           | Dreams Worth More Than Money          |
| 2015                                                                                          | All Eyes on You (feat. Nicki Minaj e Chris Brown)     | 21          | 51          | 40          | 186         | 55          | - US: 2× Platino - UK: Oro                                          | Dreams Worth More Than Money          |
| 2015                                                                                          | R.I.C.O. (feat. Drake)                                | 40          | —           | 45          | —           | —           | - US: 2× Platino                                                    | Dreams Worth More Than Money          |
| 2016                                                                                          | Make It Work (feat. Rick Ross e Wale)                 | —           | —           | —           | —           | —           |                                                                     | /                                     |
| 2017                                                                                          | Litty (feat. Tory Lanez)                              | 49          | —           | 54          | —           | —           | - US: Platino                                                       | DC4                                   |
| 2017                                                                                          | Whatever You Need (feat. Chris Brown e Ty Dolla Sign) | 51          | —           | —           | —           | —           | - US: Platino                                                       | Wins & Losses                         |
| 2017                                                                                          | Young Black America (feat. The-Dream)                 | —           | —           | —           | —           | —           |                                                                     | Wins & Losses                         |
| 2018                                                                                          | Stay Woke (feat. Miguel)                              | 103         | —           | —           | —           | —           |                                                                     | Legends of the Summer                 |
| 2018                                                                                          | Dangerous (feat. Jeremih e PnB Rock)                  | 31          | —           | —           | —           | —           | - US: Platino                                                       | Legends of the Summer e Championships |
| 2019                                                                                          | Going Bad (feat. Drake)                               | 6           | 32          | 3           | 126         | 13          | - US: 5× Platino - AUS: Platino - CAN: Oro - NZL: Oro - UK: Platino | Championships                         |
| 2019                                                                                          | 24/7 (feat. Ella Mai)                                 | 54          | —           | —           | —           | 66          | - US: Platino                                                       | Championships                         |
| 2020                                                                                          | Letter to Nipsey (feat. Roddy Ricch)                  | 73          | —           | —           | —           | —           |                                                                     | /                                     |
| 2020                                                                                          | Believe (feat. Justin Timberlake)                     | 90          | —           | —           | —           | —           |                                                                     | /                                     |
| 2020                                                                                          | Otherside of America                                  | 64          | —           | 100         | —           | —           |                                                                     | /                                     |
| 2020                                                                                          | Pain Away (feat. Lil Durk)                            | 86          | —           | —           | —           | —           |                                                                     | Quarantine Pack                       |
| 2021                                                                                          | That Go! (con YSL Records e Young Thug feat. T Shyne) | 109         | —           | —           | —           | —           |                                                                     | Slime Language 2                      |
| 2021                                                                                          | Flamerz Flow                                          | —           | —           | —           | —           | —           |                                                                     | Expensive Pain                        |
| 2021                                                                                          | Sharing Locations (feat. Lil Baby e Lil Durk)         | 22          | —           | 36          | —           | 92          |                                                                     | Expensive Pain                        |
| 2021                                                                                          | Blue Notes 2 (feat. Lil Uzi Vert)                     | 72          | —           | —           | —           | —           |                                                                     | Expensive Pain                        |
| "—" indica che l'opera non si è classificata o che non è stata pubblicata in quel territorio. |                                                       |             |             |             |             |             |                                                                     |                                       |

### Come artista ospite
| Anno                                                                                          | Titolo                                                                                     | Classifiche | Classifiche | Classifiche | Certificazioni                  | Album                 |
| Anno                                                                                          | Titolo                                                                                     | USA         | FRA         | UK          | Certificazioni                  | Album                 |
| --------------------------------------------------------------------------------------------- | ------------------------------------------------------------------------------------------ | ----------- | ----------- | ----------- | ------------------------------- | --------------------- |
| 2011                                                                                          | Scared Money (N.O.R.E. feat. Pusha T e Meek Mill)                                          | —           | —           | —           |                                 | Scared Money EP       |
| 2011                                                                                          | Bag of Money (Wale feat. Meek Mill, Rick Ross e T-Pain)                                    | 64          | —           | —           |                                 | Self Made Vol. 2      |
| 2011                                                                                          | Party Girl (Asher Roth feat. Meek Mill)                                                    | 120         | —           | —           |                                 | /                     |
| 2012                                                                                          | Tell Her Again (Sterling Simms feat. Meek Mill)                                            | —           | —           | —           |                                 | 11 Missed Calls       |
| 2012                                                                                          | So Sophisticated (Rick Ross feat. Meek Mill)                                               | 104         | —           | —           |                                 | God Forgives, I Don't |
| 2012                                                                                          | My Moment (DJ Drama feat. 2 Chainz, Meek Mill e Jeremih)                                   | 89          | —           | —           |                                 | Quality Street Music  |
| 2012                                                                                          | Slow Down (Torch feat. Meek Mill, Gunplay, Wale, Young Breed e Stalley)                    | 122         | —           | —           |                                 | U.F.O Vol 2           |
| 2012                                                                                          | Triumphant (Get 'Em) (Mariah Carey feat. Rick Ross e Meek Mill)                            | 115         | 135         | 144         |                                 | /                     |
| 2013                                                                                          | Bad Ass (Kid Ink feat. Wale e Meek Mill)                                                   | 90          | —           | —           |                                 | Almost Home           |
| 2013                                                                                          | Fly Rich (Rich Gang feat. Stevie J., Future, Tyga, Meek Mill e Mystikal)                   | —           | —           | —           |                                 | Rich Gang             |
| 2013                                                                                          | Bad Girl Takeover (Just Ivy feat. DJ Khaled e Meek Mill)                                   | —           | —           | —           |                                 | /                     |
| 2014                                                                                          | They Don't Love You No More (DJ Khaled feat. Jay-Z, Rick Ross, Meek Mill e French Montana) | 105         | —           | —           |                                 | I Changed a Lot       |
| 2014                                                                                          | Dumb (Jazmine Sullivan feat. Meek Mill)                                                    | —           | —           | —           |                                 | Reality Show          |
| 2014                                                                                          | I Want the Love (Puff Daddy feat. Meek Mill)                                               | —           | —           | —           |                                 | /                     |
| 2015                                                                                          | The Soundtrack (The Game feat. Meek Mill)                                                  | —           | —           | —           |                                 | The Documentary 2     |
| 2017                                                                                          | Beef (Tee Grizzley feat. Meek Mill)                                                        | —           | —           | —           |                                 | /                     |
| 2018                                                                                          | Jefe (T.I. feat. Meek Mill)                                                                | —           | —           | —           |                                 | Dime Trap             |
| 2019                                                                                          | Tap (Nav feat. Meek Mill)                                                                  | 87          | —           | —           | - US: Platino - CAN: 2× Platino | Bad Habits            |
| 2019                                                                                          | 100 Bands (Mustard feat. Quavo, 21 Savage, YG e Meek Mill)                                 | 125         | —           | —           |                                 | Perfect Ten           |
| 2019                                                                                          | You Stay (DJ Khaled feat. Meek Mill, J Balvin, Lil Baby e Jeremih)                         | 44          | —           | —           | - US: Platino                   | Father of Asahd       |
| 2019                                                                                          | Backwards (Gucci Mane feat. Meek Mill)                                                     | —           | —           | —           |                                 | Delusions of Grandeur |
| 2019                                                                                          | 100 Shooters (Future feat. Meek Mill e Doe Boy)                                            | 101         | —           | —           | - US: Oro                       | High Off Life         |
| 2019                                                                                          | Thot Box (Hitmaka feat. Meek Mill, 2 Chainz, Tyga, A Boogie Wit Da Hoodie e YBN Nahmir)    | —           | —           | —           |                                 | Big Tuh               |
| "—" indica che l'opera non si è classificata o che non è stata pubblicata in quel territorio. |                                                                                            |             |             |             |                                 |                       |

### Singoli promozionali
| Anno                                                                                          | Titolo                                                                                         | Classifiche | Classifiche | Certificazioni   | Album                            |
| Anno                                                                                          | Titolo                                                                                         | USA         | CAN         | Certificazioni   | Album                            |
| --------------------------------------------------------------------------------------------- | ---------------------------------------------------------------------------------------------- | ----------- | ----------- | ---------------- | -------------------------------- |
| 2011                                                                                          | Believe Me (feat. Dave Patten)                                                                 | —           | —           |                  | /                                |
| 2011                                                                                          | Ima Boss (Remix) (feat. DJ Khaled, T.I., Rick Ross, Lil Wayne, Birdman e Swizz Beatz)          | 51          | —           |                  | /                                |
| 2012                                                                                          | Wild Boy (Remix) (MGK feat. Steve-O, 2 Chainz, Meek Mill, Mystikal, French Montana e Yo Gotti) | —           | —           |                  | /                                |
| 2012                                                                                          | Dreams and Nightmares                                                                          | —           | —           | - US: 2× Platino | Dreams and Nightmares            |
| 2014                                                                                          | My Nigga (Remix) (YG feat. Lil Wayne, Rich Homie Quan, Meek Mill e Nicki Minaj)                | —           | —           |                  | My Krazy Life                    |
| 2014                                                                                          | Off the Corner (feat. Rick Ross)                                                               | —           | —           |                  | /                                |
| 2015                                                                                          | Monster                                                                                        | 96          | —           | - US: Oro        | /                                |
| 2017                                                                                          | Glow Up                                                                                        | —           | —           |                  | Wins & Losses                    |
| 2017                                                                                          | Issues                                                                                         | 77          | —           | - US: Oro        | Wins & Losses                    |
| 2018                                                                                          | Drip Drip Drip (Tory Lanez feat. Meek Mill)                                                    | 106         | 56          |                  | Love Me Now?                     |
| 2018                                                                                          | Uptown Vibes (feat. Fabolous e Anuel AA)                                                       | 39          | 73          | - US: Oro        | Championships                    |
| 2018                                                                                          | Oodles o' Noodles Babies                                                                       | 85          | —           |                  | Championships                    |
| 2021                                                                                          | Conga (con Leslie Grace e Boi-1da)                                                             | —           | —           |                  | Singolo promozionale per Bacardi |
| "—" indica che l'opera non si è classificata o che non è stata pubblicata in quel territorio. |                                                                                                |             |             |                  |                                  |